# باربودا
باربودا (بالإنجليزية: Barbuda)‏ (/bɑːrˈbjuːdə/)، هي جزيرة صغيرة في شرق البحر الكاريبي تشكل جزءا من دولة أنتيغوا وباربودا. وهي تقع إلى الشمال من أنتيغوا في وسط جزر ليوارد، ويبلغ عدد سكانها حوالي 1638 (حسب تعداد عام 2011)، ومعظمهم يعيشون في بلدة كودرينغتون. موقع الجزيرة في المناطق الاستوائية يجعلها عرضة للعواصف المدارية والأعاصير. والجزيرة وجهة سياحية بسبب مناخها المعتدل.

## روابط خارجية
- Chisholm, Hugh, ed. (1911). "Barbuda" . Encyclopædia Britannica (بالإنجليزية) (11th ed.). Vol. 3.